# Czas komety (singel)
Czas komety – utwór polskiego zespołu Closterkeller z jego szóstego studyjnego albumu, Graphite. Został wydany jako drugi singel promujący album w czerwcu 1999 roku.

## Lista utworów
Opracowano na podstawie materiału źródłowego.
1. „Czas komety” (muz. Anja Orthodox, sł. Anja Orthodox) – 3:56
2. „Sztuka ambicji” (muz. Krzysztof Najman, sł. Anja Orthodox) – 3:42

## Twórcy
- Anja Orthodox – śpiew
- Paweł Pieczyński – gitara
- Krzysztof Najman – gitara basowa
- Tomasz "Mech" Wojciechowski – instrumenty klawiszowe w utworze 2
- Gerard Klawe – perkusja

## Notowania
Opracowano na podstawie materiału źródłowego.
| Notowanie                       | Pozycja |
| ------------------------------- | ------- |
| Szczecińska Lista Przebojów     | 14      |
| 30 ton – lista, lista przebojów | 30      |

## Teledysk
Do utworu „Czas komety” nakręcono teledysk, który swą premierę telewizyjną miał na początku kwietnia 1999.
Teledysk był emitowany w telewizji, oprócz tego znalazł się na DVD Act III, wydanym w 2003 roku, oraz na ścieżce multimedialnej zawartej na płycie Graphite.